# Antónia de Bragança
Antónia de Bragança (nome completo: Antónia Maria Fernanda Micaela Gabriela Rafaela de Assis Gonzaga Silvéria Júlia Augusta; Lisboa, 17 de fevereiro de 1845 – Sigmaringen, 27 de dezembro de 1913), foi uma Infanta de Portugal, segunda filha da rainha Maria II de Portugal, e de seu marido, o rei Fernando II, foi também Princesa Consorte de Hohenzollern-Sigmaringen, por seu casamento com Leopoldo, Príncipe de Hohenzollern. Através de seu pai, ela também detinha os títulos de Princesa de Saxe-Coburgo-Gota e Duquesa de Saxe.
Seis dias após o casamento, tendo Antónia dezesseis anos, o casal partiu para a Alemanha, a bordo da corveta Bartolomeu Dias, comandada pelo infante D. Luís, futuro rei D. Luís I. A princesa D. Antónia, já no estado de viúva, visitou Lisboa no ano de 1887, onde desembarcou às 16 horas do dia 25 de março. Teve uma recepção afectuosa e festiva. Estivera mais de vinte anos ausente de Portugal, vivendo no seu castelo de Sigmaringen, e, contudo, essa longa ausência não fez desmerecer o amor e a dedicação dos portugueses, que pesarosos a tinham visto deixar a pátria, tendo apenas dezasseis anos incompletos.

## Biografia

### Primeiros Anos

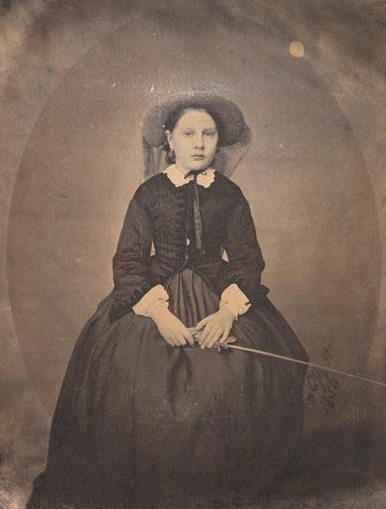
A Infanta D. Antónia, fotografada aos 11 anos de idade, em 1856, por Wenceslau Cifka.

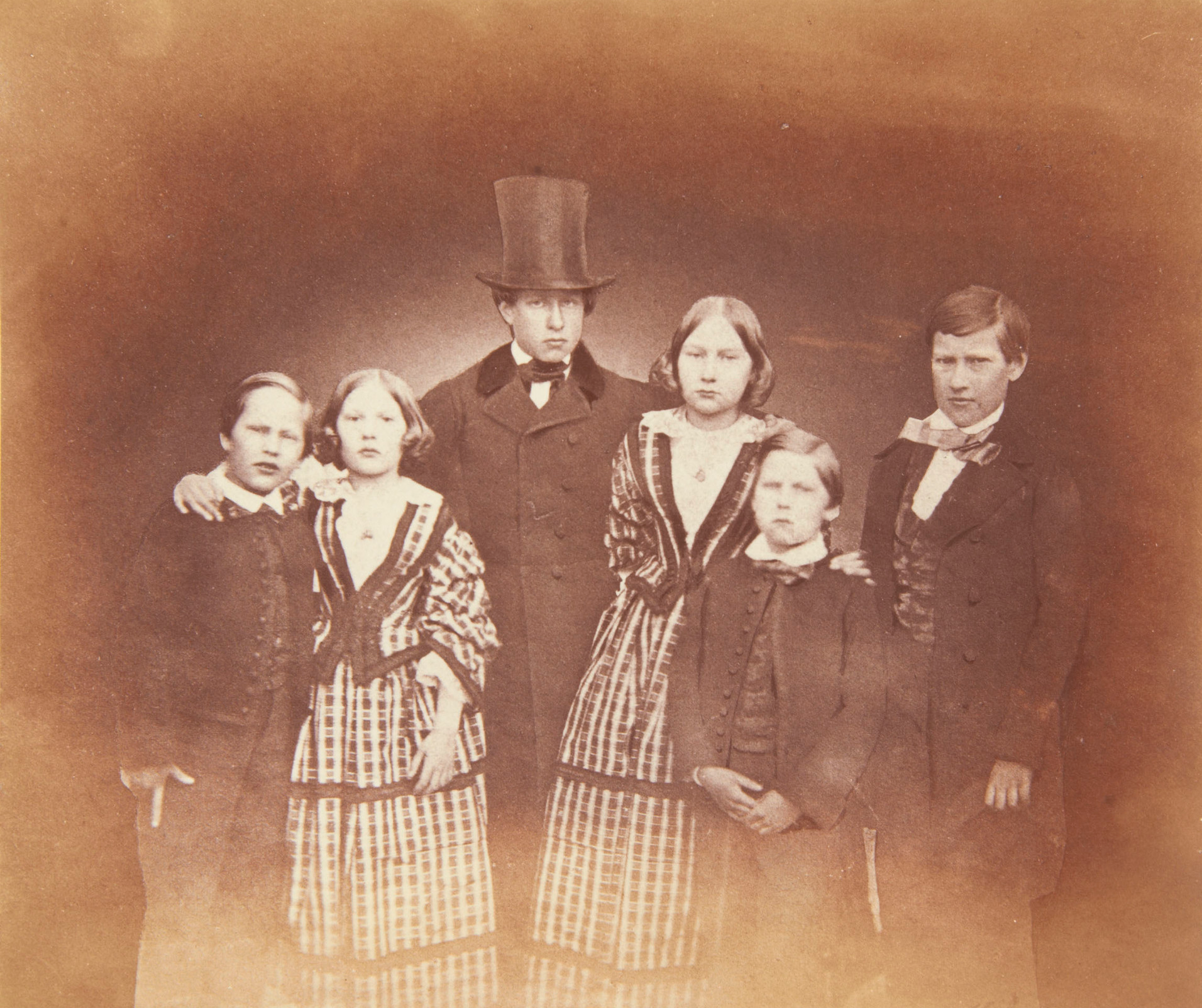
A Família Real Portuguesa em 1854 – da esquerda para a direita: Fernando, Antónia, Luís, Maria Ana, Augusto e João.

Antónia nasceu quando no Palácio de Belém soava um quarto para as 23 horas do dia 17 de Fevereiro de 1845.
Era filha da Rainha de Portugal, D. Maria II (1819–1853), e de seu segundo marido, D. Fernando de Saxe-Coburgo-Gota (1816–1885) e a sexta filha do casal, ainda que à data do seu nascimento, só existissem 4 irmãos sobrevivos: o Principe Real, futuro D. Pedro V (1837–1861), o secundogénito que viria a herdar o trono após a morte do anterior, Luís I (1838–1889), João, Duque de Beja (1842–1861) e D. Maria Ana (1843–1884). Era neta materna de D. Pedro IV (1798–1834), Rei de Portugal e 1.º Imperador e de sua primeira mulher, a arquiduquesa de Áustria Carolina Josefa Leopoldina de Habsburgo-Lorena (1798–1826) e paterna de D. Fernando Jorge Augusto, Príncipe de Saxe-Coburgo-Gota (1785–1851) e D. Maria Antónia, Princesa de Kohary (1797–1862).
Três dias depois do seu nascimento foi baptizada, por caso de necessidade, pelo Cardeal Patriarca D. Frei Francisco de São Luís Saraiva (1766–1845), sendo os Santos óleos impostos em presença de seus pais e de toda a corte, no oitavo dia do mês de Abril seguinte. Os padrinhos foram seu irmão mais velho, o Príncipe D. Pedro e sua avó paterna, de quem herdaria o nome de Antónia, tendo tocado, por procuração, a tia-avó da neófita, D. Ana de Jesus Maria (1806–1857), infanta de Portugal e Duquesa de Loulé por seu casamento (Atestação 1845).
D. Antónia não seria a última filha do casal. Seus pais dar-lhe-iam ainda mais cinco irmãos. Todavia, os únicos sobreviventes ao parto foram apenas dois, D. Fernando (1846–1861) e D. Augusto, duque de Coimbra (1847–1889).
A poucos meses de D. Antónia completar 9 anos, D. Maria II morre quando dava à luz um último filho, que também viria a falecer. Desta relação entre mãe e filha pouco se sabe, à excepção de um pequeno bilhete, datado de 22 de Abril, sem indicação de ano, onde Antónia, assim assinava D. Antónia na meninice, contava como tinha tirado um dente, sem gritar, e tinha uma roseira “muito bonita”.
D. Antónia, ainda que permanecendo na qualidade de infanta de Portugal, passava de filha de Rainha para irmã de Rei. D. Pedro, que então ascendia ao trono, viria a casar cinco anos depois com D. Estefânea de Hohenzollern-Sigmaringen (1837–1859), um principado católico, tornado independente após as guerras napoleónicas e anexado pela Prússia em 1849. Por ocasião deste casamento, D. Antónia conheceria aquele que viria a tornar-se seu marido, Leopoldo de Hohenzollern-Sigmaringen (1835–1905). A aproximação à Germânia repetir-se-ia logo no ano seguinte, em Maio, com o casamento da sua irmã Maria Ana com o então Príncipe de Saxe, Jorge (1832–1904).
Na verdade, 1859 seria um ano de viragem na vida de D. Antónia. Para além do casamento da irmã, o seu irmão, o rei D. Pedro, ficava em Julho viúvo, tornando D. Antónia a primeira figura feminina da corte.

### Casamento

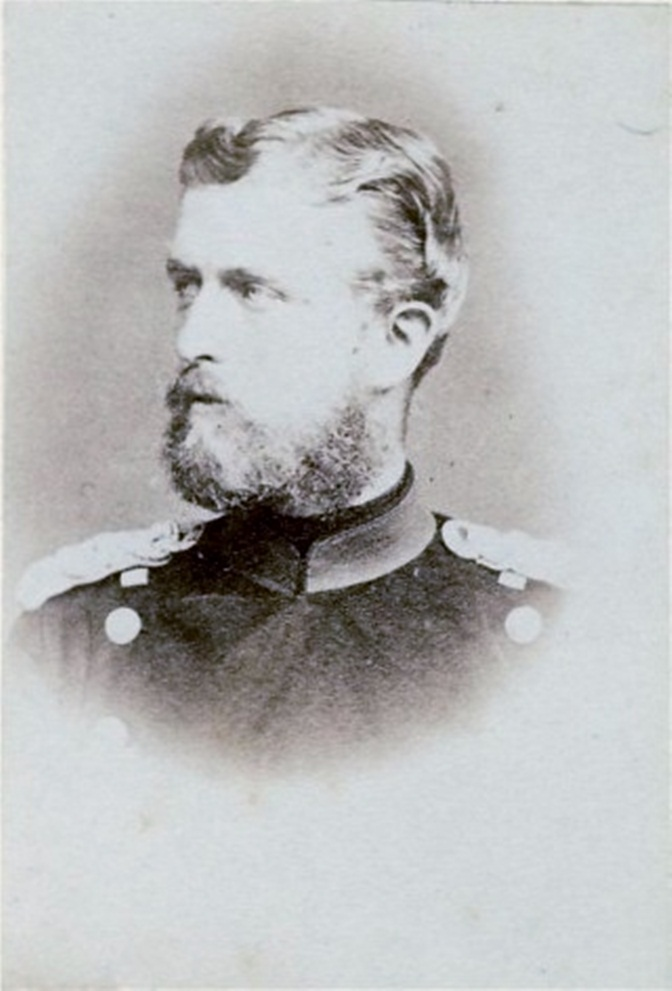
Leopoldo de Hohenzollern

Ainda em 1859, no mês de Dezembro, voltaria a reencontrar-se com Leopoldo que se dirigiu a Lisboa para devolver alguns objectos e bens pertencentes a sua falecida irmã, D. Estefânea.
Todavia, nada que se comparasse ao ano de 1861, quando perfaz 16 anos. É quando se festeja o seu casamento com Leopoldo e, inevitavelmente, deixa a corte portuguesa para se instalar definitivamente em Sigmaringen. A cerimónia de casamento verificou-se a 12 de Setembro, no Palácio das Necessidades e por três dias a cidade de Lisboa rejubilou com vários festejos públicos.
A preparação do casamento iniciou-se meses antes. A 30 de Março era publicada a lei da dotação matrimonial, através da qual o Tesouro Público dotava a infanta com 90 contos de réis, para além de 30 contos para enxoval e despesas de casamento. Era a mesma quantia recebida pela irmã Maria Ana aquando do casamento desta com o Príncipe Jorge da Saxónia (1832–1904) e, no contexto da época, não era uma quantia exorbitante: para o casamento do irmão D. Pedro orçamentou-se 100 contos de reis, mais do triplo do valor que lhe fora destinado. Já a dotação de 90 contos de réis, embora representasse mais de 30 anos da dotação anual de uma infanta (2 contos e 800 mil réis) representava apenas ano e meio de dotação das suas cunhadas D. Estefânea e D. Maria Pia, como rainhas de Portugal.
O contrato nupcial fora redigido em Junho e aprovado pelas cortes em Julho. Embora tendo sido assinado pelos plenipotenciários de Hohenzollern-Sigmaringen, havia ainda que ser ratificado pelo Rei da Prússia, Guilherme I (1797–1888), o que aconteceu em Agosto (Ratificação 1861).
Seis dias após a concretização do casamento, D. Antónia deixa Portugal em direcção à sua nova pátria. O seu irmão, o infante D. Luís e Duque do Porto, foi incumbido pelo rei D. Pedro para proceder ao transporte dos noivos na corveta Bartolomeu Dias, levando debaixo das suas ordens a Corveta Estefânea, comandada pelo capitão de Fragata José Baptista de Andrade. Para além dos referidos, acompanhava também o infante D. João, duque de Beja e o Príncipe Carlos (1839–1914), irmão do noivo e futuro rei da Roménia. Pouco se sabe dos restantes membros da comitiva, mas pelo programa do cerimonial de casamento, depreende-se que a sua dama camarista, D. Maria de Vasconcelos e Sousa ficara em Lisboa, uma vez que “logo depois da celebração do casamento, as pessoas Allemãs destinadas para o serviço de Sua Alteza a Serenissia Princeza de Hohenzollern Sigmaringen entrarão em exercício junto da mesma Augusta Senhora”.
A viagem decorreu sem incidentes de maior, apesar das constantes dores de cabeça da noiva, que fizeram alterar o percurso.

### Princesa de Hohenzollern-Sigmaringen

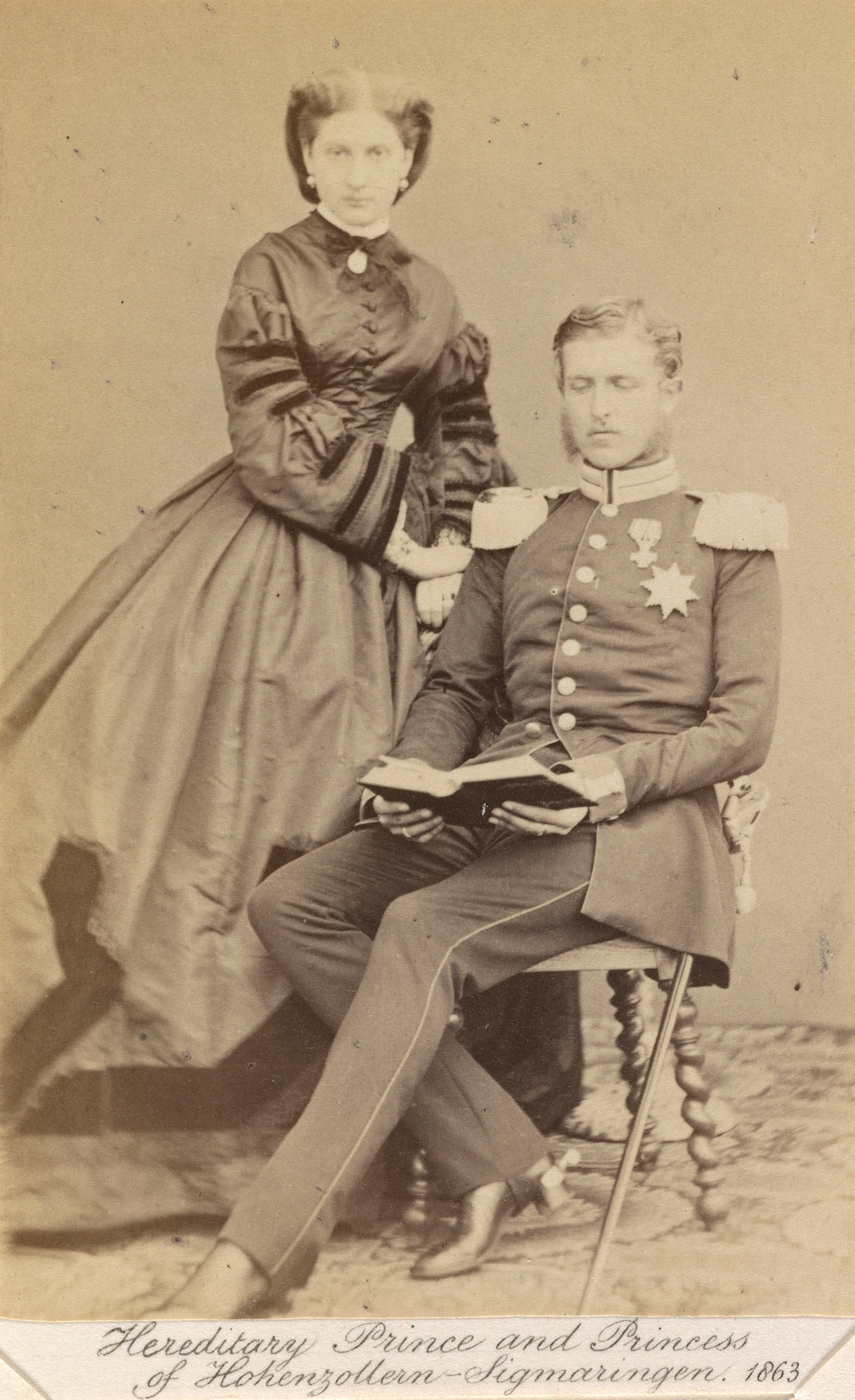
Leopoldo e Antónia em 1863

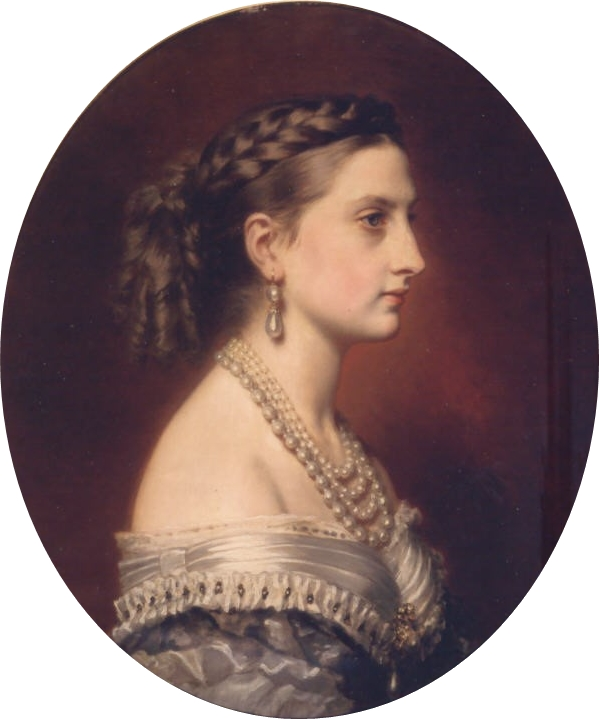
Retrato de 1866, por Franz Xaver Winterhalter.

Em solo germânico, a agora princesa receberia a notícia da morte dos seus irmãos Fernando e Pedro e, posteriormente, João, entre Novembro e Dezembro desse ano, vitimados pela febre tifóide. Em contrapartida, D. Luís saberia da morte do irmão primogénito ainda em alto mar. Tornava-se assim Rei de Portugal e, no ano seguinte, contraía matrimónio com Maria Pia de Sabóia (1847–1911), assegurando a descendência e sucessão do trono português.
D. Antónia foi igualmente bem sucedida no seu papel de princesa consorte ao garantir a sucessão do principado, dando à luz 3 crianças, a primeira das quais nasceria após ter completado 19 anos. Após o nascimento de Guilherme (1864–1927), o sucessor, seguir-se-ia Fernando (1865–1927), futuro Rei da Roménia e Carlos António (1868–1919).
Pouco se sabe acerca da vida de D. Antónia, sobretudo após a ida para a Alemanha. Sabe-se que visita Portugal entre 27 de Março e 19 de Maio de 1887, a última vez que vê o seu irmão dilecto, D. Luís, que faleceria em 1889, sucedendo o seu filho D. Carlos. De irmã de dois Reis, D. Antónia torna-se tia de Rei.
A partir da década de 1890 e até 1913 torna-se avó de 13 netos. A mais velha de todas, filha do seu primogénito, é D. Augusta Vitória (1890–1966), que viria a casar com o seu sobrinho-neto, o último rei português, então no exílio, D. Manuel de Bragança (1889–1932), em 1913, poucos meses antes de morrer, a 27 de Dezembro desse ano e após 8 anos de viuvez.
Antónia faleceu em Sigmaringen, aos 68 anos de idade, em 1913, sendo sepultada na Igreja de Hedinger, junto da família de seu marido.
Antónia era uma beldade e sua nora, a princesa Maria de Edimburgo, rainha da Roménia, escreveu em suas memórias sobre ela:
| “ | “Antónia foi uma das grandes belezas do seu tempo, uma daquelas clássicas, fora de moda, que associamos à crinolina. O seu perfil era grego, os seus ombros esvoaçantes, as suas mãos longas e delicadas, os seus pés muito pequenos e sem uso. Mas a sua figura não cabia nas roupas da época, havia uma desproporção entre o busto e as pernas. Faltava a crinolina. Soberbamente aristocrata, movia-se lentamente com um curioso balancear de ancas. Gostava de roupas elegantes e joias e embora levasse a vida de uma inválida, estava sempre elegantemente vestida.” “(…) As toilettes da minha sogra foram uma desilusão para mim. Tinha ouvido que ela era extremamente bela, estava ansiosa para a ver, mas não conseguia habituar-me a esta cara pálida, lábios pálidos, nariz grego, com um busto pequeno e pernas longas. Talvez estas proporções possam ser belas, mas no seu caso, sendo a cintura enorme, fazia com que a sua figura me deixasse muito desconfortável. Mais tarde, quando envelheci, percebi como eram bonitas algumas das suas características.” — Maria, Rainha da Roménia Story of my life | ” |

## Relação com Portugal

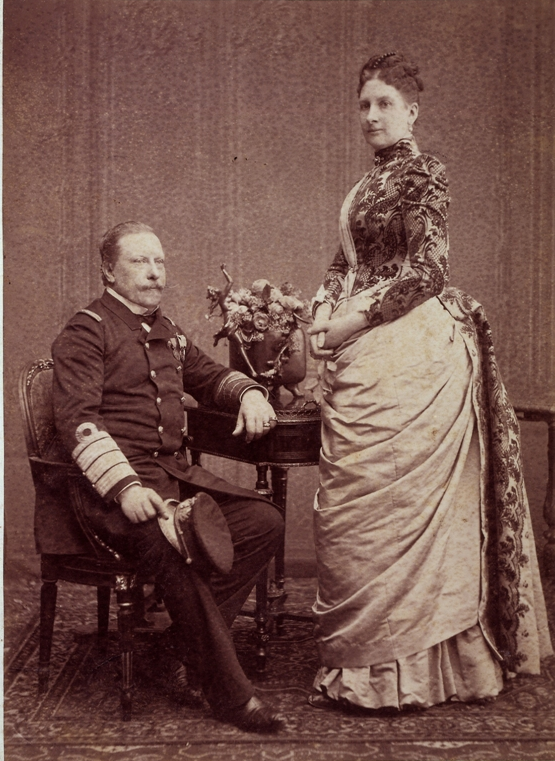
D. Luís I de Portugal e a sua irmã, D. Antónia de Hohenzollern-Sigmaringen, em 1887

A proximidade à família portuguesa revelava-se também no reforço da ideia das saudades não só da própria família, como da Pátria e do povo
português: “As saudades que tenho de ti de tudo o que é português aumentam com o tempo que é a Pátria que temos e como os Portugueses são bons”. “Espero que os portugueses ainda pensem um pouco em mim de quem eu tenho tantas e tantas saudades”.
O esforço em relembrar as suas origens portuguesas é constante, numa tentativa de estabelecer um elo de união com o irmão, ao desenvolver as entidades pessoais e familiares, mas também da própria pátria comum. Muito embora as princesas adoptassem como sua a pátria do marido, D. Antónia preocupa-se em demonstrar qual o seu berço. Algumas vezes, a intensificação das suas origens portuguesas era feita em contraposição à nova nacionalidade: “não penses que por ser muito alemã sou menos portuguesa, não seria possível gostar mais do seu país natal do que eu o posso”. Na realidade, as diferenças entre as duas pátrias eram significativas, nomeadamente a falta de empatia e caridade que sentia no lado alemão e que lhe terão marcado o seu percurso de vida de forma negativa:
| “ | “tenho sofrido muito duma espécie de gelo que há nos corações alemães que nunca tem a mesma caridade do que o coração dos meus bons e queridos portugueses, tenho às vezes medo de me sentir tão dedicada ao meu País, só agora depois de lá ter estado é que sei apreciar os portugueses, quando saí de Portugal era muito moça, quase criança, tudo me saía não pensava que pudesse achar menos anos na minha nova Pátria, tudo me parecia risonho, até à morte dos meus pobres irmãos, desde então comecei a sofrer sozinha, ninguém na minha nova Pátria conhecia meus Parentes eram estrangeiros para todos, se estava triste mostrava demais o que sentia, se ria fazia bulha demais, assim se foi formando o meu carácter e com 19 anos já tinha sentido mais aspereza da vida do que muitos toda a sua vida.” | ” |

## Títulos e honras

### Títulos e estilos
- 17 de fevereiro de 1845 – 12 de setembro de 1861: Sua Alteza Real, a Infanta Antónia de Portugal, Princesa de Saxe-Coburgo-Gota, Duquesa da Saxônia
- 12 de setembro de 1861 – 3 de setembro de 1869: Sua Alteza Real, a Princesa Herdeira de Hohenzollern-Sigmaringen
- 3 de setembro de 1869 – 2 de junho de 1885: Sua Alteza Real, a Princesa Herdeira de Hohenzollern
- 2 de junho de 1885 – 8 de junho de 1905: Sua Alteza Real, a Princesa de Hohenzollern
- 8 de junho de 1905 – 27 de dezembro de 1913: Sua Alteza Real, a Princesa Viúva de Hohenzollern

### Honras
- Dama da Ordem de Luísa
- Dama da Ordem das Damas Nobres da Rainha Maria Luísa, 23 de outubro de 1855[14]
- Dama da Ordem da Cruz Estrelada (Primeira Classe)[15]

## Descendência
Do seu casamento, a 12 de setembro de 1860, com o príncipe Leopoldo de Hohenzollern-Sigmaringen. Tiveram três filhos:
- Guilherme (1864–1927), tornou-se o príncipe titular de Hohenzollern. Casou-se com a princesa Maria Teresa de Bourbon-Duas Sicílias e, depois, com a princesa Aldegunda da Baviera;
- Fernando (1865–1927), depois rei da Roménia. Casou-se com a princesa Maria de Edimburgo;
- Carlos António (1868–1919), casou-se com a princesa Josefina da Bélgica, filha do príncipe Filipe, Conde de Flandres.